# VocaListener
VocaListener（簡稱）是一個自動測定用戶歌聲的語音合成參數的系統，可以簡單地把輸入的歌聲轉換成另一種風格或聲質的技術。技術分為三部分：一是合成歌聲模仿目標歌聲的核心技術「VocaListener-core」，二是編輯目標歌聲的技術「VocaListener-plus」，三是分析歌聲的技術「VocaListener-front-end」。主要由中野倫靖和後藤真孝參與研究，先後以VOCALOID 2的初音未來、鏡音鈴、連、GACKPOID和VOCALOID的MEIKO、KAITO作研究測試，採用的原因是因為產品已發放於市場，較容易入手。而音樂採用RWC研究用音樂資料庫（流行音樂）（RWC-MDB-P-2001）。研究目的是希望可以做到輕易合成高品質的歌聲，從而探索動聽歌聲的技巧，並在歌唱中得知人類個人的知覺。

## 歷史
技術早於2006年8月已進行研究。最初於2008年4月28日公開，於NICONICO動畫上載音樂軟件初音未來版本的《PROLOGUE （页面存档备份，存于）》，歌曲原唱為聲優緒方智美。但最初只是寫作簡稱，並沒有正式發表技術，是一個試驗性質的公開。當時正值初音未來熱潮後不久，其極為自然、非常接近人類的歌聲大大超越初音未來平常歌曲的水準而被稱為「神調教」（把初音未來的歌曲調整得十分自然之意），更引起一段短暫對新技術真相的猜測。同年5月2日承認就是VocaListener。在5月28日的第75回音樂資訊科學研究會 （页面存档备份，存于）正式發表。6月6日再公開鏡音鈴版本的《Game of Love （页面存档备份，存于）》，歌曲原唱為吉井弘美。9月22日再同時公開KAITO、MEIKO、初音未來、鏡音鈴、連ACT2、GACKPOID和合唱版本的演歌《大漁船》，2009年2月6日再公開巡音流歌的版本，歌曲原唱為西一男。4月27日開始Yamaha的Alpha版測試，只提供部份功能。

## 技術
系統先以VocaListener-front-end分析目標歌聲和歌詞，辨認音高、音量、歌詞等，再由用戶以VocaListener-plus編輯修正，其後以VocaListener-core分析歌聲並加以合成，反覆測定音高、音量、歌詞等的相似度，由用戶加以微調，最後得到合成歌聲的參數。

### VocaListener-core
這是合成歌聲模仿目標歌聲的核心技術，由歌聲分析、歌聲合成、反覆的合成參數更新三種要素組成。歌聲分析的對象不止目標歌聲，亦會對合成後的歌聲作出分析，但分析的使用技術Viterbi alignment會有辨認錯誤的問題，需要反覆分析，務求兩者的風格盡量相近。判定音高分為MIDI的音名數值和滑音斜率。在音名數值中，組合VOCALOID 2滑音斜率（PIT、Pitch Bend）和滑音斜率敏感度（PBS、Pitch Bend Sensitivity）最多可以做出高或低兩個八度的滑音，而音名數值由以下數式選擇（NoteNumber：音名數值、σ=0.03、t是音符長度。）：
{\displaystyle {NoteNumber}={\overset {argmax}{n}}{{\Big (}{\sum _{t}exp}{{\Big \{}-{\frac {(n-F_{0}(t))^{2}}{2\sigma ^{2}}}{\Big \}}}{\Big )}}}
而合成歌聲是{\displaystyle F0{\overset {(n)}{syn}}(t)}、目標歌聲則是{\displaystyle F0_{org}(t)}。經過重複計算而把兩個數值不斷更新，變得相似。把PIT和PBS轉換為數式則是如此：
{\displaystyle {Pb}^{(n+1)}{(t)}={Pb}^{(n)}{(t)}+{{\Big (}{{F0_{org}}(t)}-{F0{\overset {(n)}{syn}}(t)}{\Big )}}}
而音量測定上是使用相對數值，反覆測定而得到從0至127的強弱（DYN、Dynamics）數值。

### VocaListener-plus
這是編輯目標歌聲的技術，可以令歌聲有更廣闊的種類，但並非一定要使用。技術中分為兩種類，分別是改變音高和改變歌唱風格的機能。前者的改變音高，用途可以是修正走音，或可以合成原唱者不能唱出的音高。然而在音符較短的時候，可能會不能修正音高。後者可調整振音的強弱、音高、音量的平滑感，藉以改變歌唱風格，甚至加強歌唱的表現。

### VocaListener-front-end
VocaListener-front-end則分為歌聲分析及歌聲合成，在歌聲分析中需要從原歌聲中抽出音高、音量、發音開始時間和音長。
音高
由以下數式轉換為MIDI的音名數值（fHz：基本頻率、fNoteNumber：MIDI的音名數值）：
{\displaystyle {fNoteNumber}={12}*{\log _{2}}{\frac {fHz}{440}}+{69}}
音量
由以下數式計算（N：窗幅、x(t)：聲音波形、h(t)：窗函數）：
{\displaystyle Pow(t)=\sum _{r=t-N/2}^{t+N/2}{{\Big (}{\sqrt {(x(r)*h(r-t))^{2}}}{\Big )}}}
技術中N為2048（約46毫秒）、h(t)為漢寧（Hanning）窗。
發音開始時間和音長
使用Viterbi alignment辨認音聲，再從歌詞轉換為音素，但偶然會有辨認錯誤，需要用戶修正。